# Лукомка
Лукомка (блр. Лукомка; рус. Лукомка) белоруска је река и десна притока реке Уле (део басена Западне Двине и Балтичког мора). Протиче преко територије Чашничког рејона Витепске области, на северу Белорусије.

## Физичке карактеристике
Река Лукомка је отока Лукомског језера из којег истиче код града Новалукомља. Тече у правцу севера преко територија Лукомског побрђа и Чашничке равнице, и након 53 km тока улива се у реку Улу код града Чашникија. 
Површина сливног подручја реке Лукомке је 831 km², а просечан проток воде у зони ушћа је око 5,4 m³/s. Просечан пад је око 0,7 метара по километру тока. 
Њена долина је трапезоидног облика, ширине од 400 до 600 метара, з зони ушћа и до 5 km. 